# Toyota Hilux Champ
Toyota Hilux Champ — среднеразмерный пикап, выпускаемый компанией Toyota Motor Corporation с 2023 года. В иерархии позиционируется ниже Toyota Hilux и продаётся на развивающихся рынках.

## История
Концепт-кар Toyota IMV 0 впервые был представлен 14 декабря 2022 года в Таиланде, затем 10 августа 2023 года автомобиль был представлен в Индонезии под названием Toyota Rangga. Ранее в конце 1990-х годов индекс Rangga присваивался автомобилям Toyota Kijang. 22 августа 2023 года Toyota Hilux Champ был представлен на Филиппинах.
В октябре 2023 года Toyota Hilux Champ был представлен на Токийском автосалоне. Автомобиль был представлен под видами передвижного кафе, грузового автомобиля, автомобиля скорой помощи, внедорожника и автодома.
Серийно автомобиль выпускается с 27 ноября 2023 года в Таиланде. Существуют варианты как с длинной, так и с короткой колёсной базой.

## Двигатели
| Тип        | Код     | Объём            | Мощность                             | Крутящий момент                | Трансмиссия         | Код    | Привод | Годы производства      |
| ---------- | ------- | ---------------- | ------------------------------------ | ------------------------------ | ------------------- | ------ | ------ | ---------------------- |
| Бензиновый | 1TR-FE  | 2,0 л (1998 см3) | 102 кВт (137 л. с.) при 5,600 об/мин | 183 Н⋅м при 4,000 об/мин       | 5-скор. МКПП (R151) |        | Задний | 2023 — настоящее время |
| Бензиновый | 2TR-FE  | 2,7 л (2693 см3) | 122 кВт (164 л. с.) при 5,200 об/мин | 245 Н⋅м при 4,000 об/мин       | 6-скор. АКПП (AC60) |        | Задний | 2023 — настоящее время |
| Дизельный  | 2GD-FTV | 2,4 л (2393 см3) | 110 кВт (148 л. с.) при 3,400 об/мин | 343 Н⋅м при 1,400—2,800 об/мин | 5-скор. МКПП (R151) | GUN122 | Задний | 2023 — настоящее время |
| Дизельный  | 2GD-FTV | 2,4 л (2393 см3) | 110 кВт (148 л. с.) при 3,400 об/мин | 400 Н⋅м при 1,600—2,000 об/мин | 6-скор. АКПП (AC60) | GUN122 | Задний | 2023 — настоящее время |

## Галерея
- Вид сзади
- Интерьер
- Toyota IMV 0
- Toyota Rangga Concept